# Slävik
Slävik är en by på Härnäset i Bohuslän, intill Näverkärrs naturreservat och belägen vid Åbyfjordens mynning. Vid Slävik finns Bolagshusen, som en gång fungerade som hem åt arbetare i stenbrotten i Fågelviken och Ed. Huvudvägen på Härnäset slutar vid Slävik. 

## Galleri

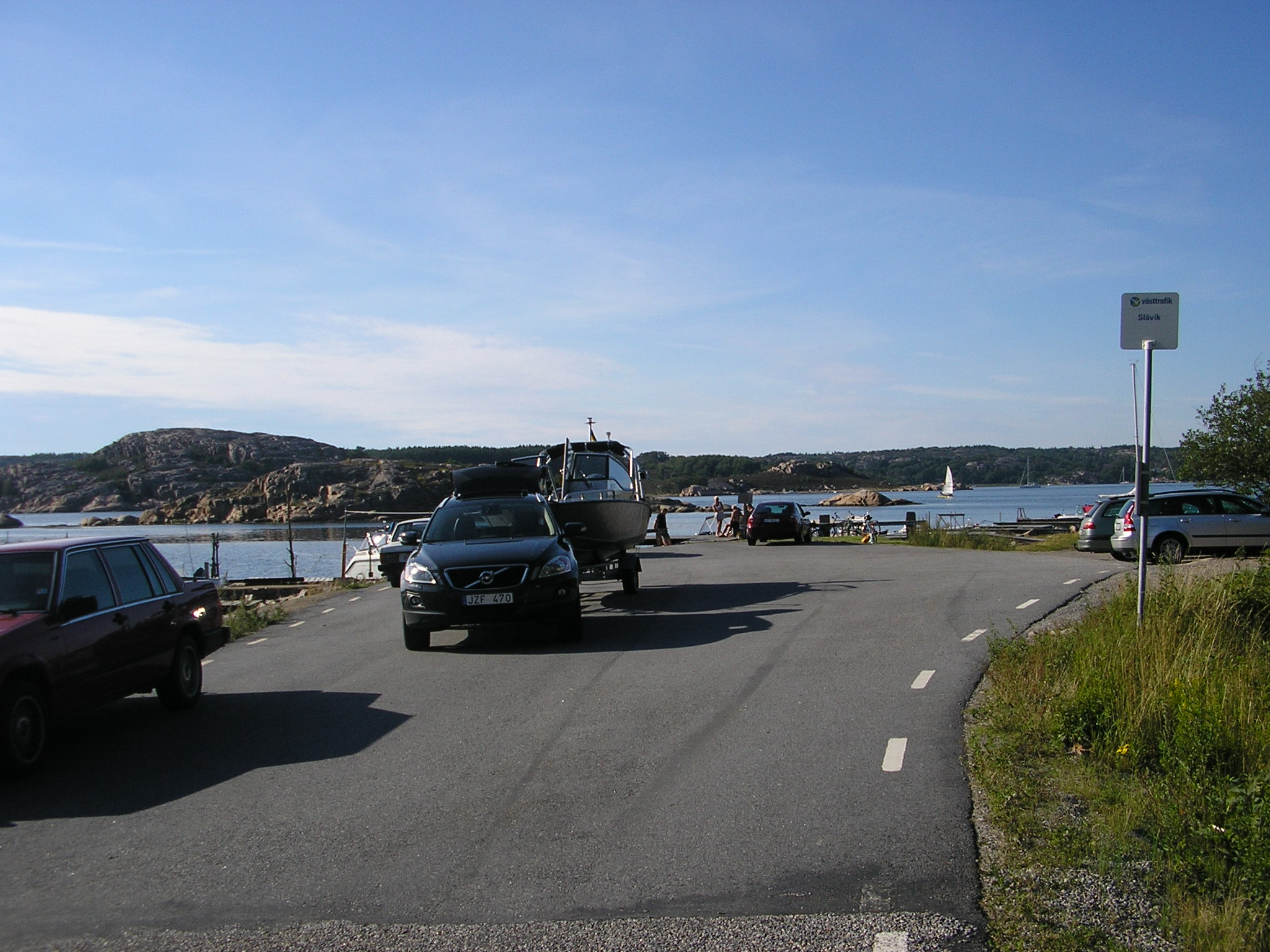
Släviksvägen slutar.
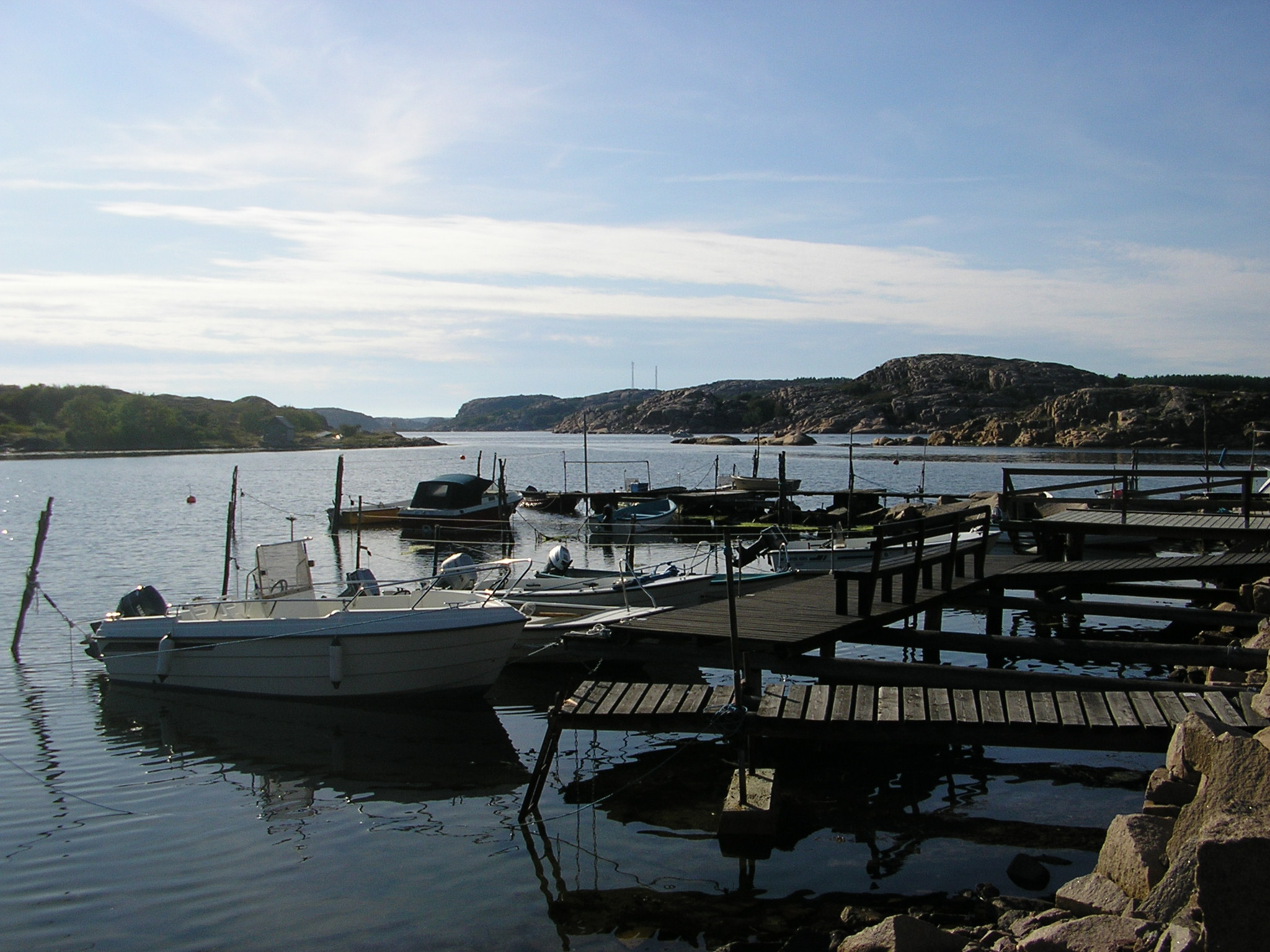
Åbyfjordens mynning från Slävik.